# Ваш дружелюбный сосед Человек-паук
«Ваш дружелю́бный сосе́д Челове́к-пау́к» (англ. Your Friendly Neighborhood Spider-Man) — американский анимационный сериал, созданный Джеффом Траммелом для стримингового сервиса Disney+ и основанный на персонаже Marvel Comics Человеке-пауке. Мультсериал разрабатывается Marvel Studios Animation и рассказывает об истории происхождения Питера Паркера и его первых шагах в качестве Человека-паука. Действие сериала происходит в альтернативной временной линии, где наставником Паркера становится Норман Озборн, а не Тони Старк. Главным сценаристом выступает Траммел.
Паркера озвучил Хадсон Темз, ранее озвучивавший этого персонажа в мультсериале «Что, если…?»; также в проекте задействованы Юджин Бёрд, Грейс Сонг, Хью Дэнси, Кэри Уолгрен, Зино Робинсон, Чарли Кокс и Пол Ф. Томпкинс. Официально о производстве мультсериала и об участии Траммела было объявлено в ноябре 2021 года. Стиль проекта похож на ранние комиксы «The Amazing Spider-Man», анимацией занимается компания Polygon Pictures.
Первый сезон мультсериала «Ваш дружелюбный сосед Человек-паук» транслировался с 29 января по 19 февраля 2025 года на стриминговом сервисе Disney+. Второй и третий сезоны находятся в разработке.

## Сюжет
История происхождения Питера Паркера и его первые шаги в качестве Человека-паука в альтернативной реальности, где его наставником становится не Тони Старк, а Норман Озборн.

## Актёры и персонажи

### Основной состав
- Хадсон Темз — Питер Паркер / Человек-паук:
15-летний подросток, который получил паучьи способности после укуса радиоактивного паука[3][4]. Темз ранее озвучивал персонажа в мультсериале «Что, если…?»[4].
- Кэри Уолгрен — Мэй Паркер: тётя Питера[4].
  - Уолгрен также озвучивает Роксану Волкову, русскую преступницу.
- Грейс Сонг — Нико Минору: одноклассница и лучшая подруга Питера[4]
- Юджин Бёрд[англ.] — Лонни Линкольн / Могильщик[4]
- Зино Робинсон[англ.] — Гарри Озборн[4]
- Колман Доминго — Норман Озборн
- Хью Дэнси — Отто Октавиус[4]
- Чарли Кокс — Мэтт Мёрдок / Сорвиголова: слепой адвокат из Адской кухни, который ведёт двойную жизнь в качестве линчевателя по имени Сорвиголова[5].

### Второстепенный состав
- Кэти Ань — Перл Панган: одноклассница Питера, которая ранее встречалась с Лонни
- Эрика Латтрелл — 
  - Миссис Линкольн: мать Лонни и Андре
  - Эмма: одноклассница Питера
  - Аша: интерн Oscorp из Ваканды.
- Анджали Кунапанени — Джинн Фоко: интерн Oscorp
- Лейлани Барретт — Большой Донован: лидер банды 110-й улицы
- Этторе Юэн — Бульдозер: член банды 110-й улицы

### Приглашённые актёры
- Робин Аткин Даунс — доктор Стивен Стрэндж: нейрохирург, который стал мастером мистических искусств после аварии, разрушившей его карьеру
- Фил Ламарр — мистер Линкольн: отец Лонни и Андре[6]
- Роджер Крэйг Смит —
  - Фил Грэйфилд: тренер футбольной команды Bales
  - Джеймс Сандерс / Демон скорости: любовник и сообщник Марии Васкес, который носит высокотехнологичные ботинки, придающие ему сверхчеловеческую скорость
  - Дмитрий Смердяков / Хамелеон: русский преступник в маске[7]
  - Джон Галло: охранник в Oscorp[8]
- Алекс Ле — Амадеус Чо: стажёр Oscorp
- Пол Ф. Томпкинс[англ.] — Бентли Виттман: учёный Oscorp, который наблюдает за стажёрами[5].
- Зехра Фазал —
  - Карла Коннорс: учёная Oscorp, которая работает с Питером во время его стажировки
  - Сьюзан О’Хара: приёмная мать Нико
- Джейк Грин — Бутан: поджигатель, использующий высокотехнологичные перчатки, которые одновременно служат огнемётами
- Анаирис Куиньонес —
  - Мария Васкес: любовница и сообщница Джеймса Сандерса, которая использует высокотехнологичные перчатки, способные генерировать энергетические лезвия
  - Кармилла Блэк: заместительница главаря банды Скорпинов
- Матте Мартинес — Андре Линкольн: младший брат Лонни[9]
- Алекс Десерт — Грифт: член банды 110-й улицы
- Трэвис Уиллингем —
  - Михаил Сицевич: русский преступник
  - Таддеус Росс: госсекретарь США и бывший генерал Армии США
- Сара Наточенни — Мила Масарик / Единорог: русская преступница, оснащённая высокотехнологичным шлемом, который стреляет лазерами
- Джонатан Медина — Мак Гарган / Скорпион: лидер банды Скорпионов, который носит броню, оснащённую механизированным хвостом, похожим на скорпионий[10]
- Келлен Гофф — Винсент Патилио: ассистент Октавиуса
  - Гофф также озвучивает инопланетянина-симбиота, который нападает на Мидтаунскую школу
- Зак Черри — Клев: случайный наблюдатель, который записывает драг-рейсинг Нико
- Мик Уингерт — Тони Старк / Железный человек: один из основателей и лидер Мстителей, который управляет электромеханическим костюмом собственного изготовления

## Список серий

### Сезон 1 (2025)
| № | Название                                          | Режиссёр        | Автор сценария               | Дата премьеры   |
| --- | ------------------------------------------------- | --------------- | ---------------------------- | --------------- |
| 1 | «Amazing Fantasy» «Удивительная фантазия»         | Мель Цвиер      | Джефф Траммелл               | 29 января 2025  |
| В свой первый день в средней школе Мидтауна первокурсник Питер Паркер становится свидетелем того, как волшебник Стивен Стрэндж сражается с симбиотическим пришельцем, разрушая при этом школу. Питер помогает Стрэнджу поймать пришельца, но позже его кусает паук, появившийся из портала, который Стрэндж создал во время боя. Несколько месяцев спустя у Питера появляются способности, как у паука, и он тайно действует как супергерой Человек-паук. Из-за разрушений в школе Мидтаун он теперь учится в школе Рокфорда Т. Бейлса, где заводит дружбу с несколькими учениками, в том числе со своей лучшей подругой Нико Минору, своей детской любовью Перл Панган и капитаном футбольной команды Лонни Линкольном. По дороге в школу Питер спасает Гарри Озборна от группы бандитов. Позже ему удаётся остановить двух преступников, убегающих от полиции, и привлечь к себе внимание общественности. После школы Питер возвращается в свою квартиру и встречает бизнесмена Нормана Озборна. |                                                   |                 |                              |                 |
| 2 | «The Parker Luck» «Удача Паркера»                 | Лиза Сингер     | Чарли Нойнер                 | 29 января 2025  |
| Норман предлагает Питеру эксклюзивную стажировку в своей компании «Оскорп», и тот соглашается. На следующий день Питер приходит в «Оскорп» после школы, и ему поручают работать с учёным Карлой Коннорс. Во время перерыва Питер видит в новостях репортаж о пожаре в здании и отправляется на разведку в костюме Человека-паука. Там он сталкивается с поджигателем Бутаном, который нападает на него с высокотехнологичным оружием. Питер побеждает его, но замечает знакомый логотип на его снаряжении. Позже Питер возвращается в «Оскорп», где его вызывают в кабинет Нормана. Затем Норман показывает Питеру запись с камеры наблюдения, на которой тот надевает костюм Человека-паука. |                                                   |                 |                              |                 |
| 3 | «Secret Identity Crisis» «Кризис тайной личности» | Стью Ливингстон | Джефф Трамелл                | 5 февраля 2025  |
| Норман приглашает Питера на частный ужин, где он признаётся что ранее подозревал Питера в связях с Человеком-пауком после того как выследил его после спасения Гарри. Поначалу Питер отклоняет предложение Нормана о партнёрстве, но соглашается продолжить стажировку в «Оскорп» чтобы помочь Мэй оплатить счёта. Тем временем младший брат Лонни присоединяется к местной банде, известной как «Банда 110-й улицы». Лонни отправляется в штаб-квартиру банды чтобы забрать брата, но Большой Донован заставляет его присоединиться к банде, в обмен на позволение его младшему брату уйти из банды. Местные преступники Мария Васкес и Джеймс Сандерс получают высокотехнологичные перчатки и ботинки от неизвестного благодетеля и грабят ювелирный магазин. Человек-паук сражается с ними, но они быстро переигрывают его. С помощью Нормана Человеку-пауку всё же удаётся победить преступников, и он замечает тот же логотип что и у Бутана, на ботинках Джеймса. Понимая что ему нужна помощь, Питер принимает предложение Нормана о сотрудничестве. |                                                   |                 |                              |                 |
| 4 | «Hitting the Big Time» «Стать звездой»            | Лиза Сингер     | Чарли Нойнер                 | 5 февраля 2025  |
| Поскольку Мстители раскололись из-за Соковианских соглашений, Норман решает что они с Питером должны взять на себя роли защитников Нью-Йорка, и предлагает Питеру примерить различные костюмы и маски, которые разработали для него «Оскорп», чтобы расширить его арсенал. Однако большинство костюмов дали неоднозначные результаты. Тем временем Большой Донован посылает Лонни за едой для банды, во время чего ему угрожает и преследует конкурирующая банда «Скорпионы» во главе с Мак Гарганом. Донован использует информацию о нём, полученную от «Скорпионов», в качестве рычага давления чтобы удержать его в банде и защитить его семью. Норман понимает, что Питеру нужно что-то более привычное, и дарит ему улучшенную белую версию костюма Человека-паука, которая помогает ему спасать случайных прохожих, оказавшихся под перекрёстным огнём во время побега группы русских преступников. Вернувшись в офис Нормана, он случайно раскрывает Гарри свою личность. В то время как большинство русских преступников схвачены, Мила Масарик сбегает, и приносит награбленные деньги благодетелю, снабжающему преступников высокотехнологичным оружием: Отто Октавиусу.                                                       |                                                   |                 |                              |                 |
| 5 | «The Unicorn Unleashed» «Единорог на свободе»     | Стью Ливингстон | Джефф Трамелл                | 5 февраля 2025  |
| Отто дарит Миле шлем, способный стрелять лазерами из-за лба, и анализировать действие противника. Он планирует использовать богатство от преступников, и технологии которые он разработал чтобы прославиться. Норман решает что Гарри будет лучше участвовать в их партнёрстве с Человеком-пауком, чтобы заменять его когда он занят. Мила называющая себя Единорогом, помогает товарищам бежать из тюрьмы, и сражается с Человеком-пауком. Ей почти удаётся его убить, но её останавливает сообщник Михаил Сыцевич после того, как она использовала его в качестве приманки в схватке, позволяя Человеку-пауку из задержать. Несмотря на то что Человек-паук спас ему жизнь, Михаил клянётся отомстить за заточение. Питер воссоединяется с Нико в кинотеатре, и приглашает Гарри с ними, чем расстраивает Нико. Тем временем Лонни снова вынужден пропустить футбольную тренировку, чтобы помочь банде 110-й улицы в борьбе за территорию со Скорпионами. После того как он спасает Большого Донована от Гаргана, банда начинает его уважать, и даёт ему прозвище «Надгробный камень ». |                                                   |                 |                              |                 |
| 6 | «Duel with the Devil» «Дуэль с дьяволом»          | Лиза Сингер     | Чарли Нойнер                 | 12 февраля 2025 |
| Лонни исключают из футбольной команды, за продолжающиеся прогулы тренировок и школы, но он отказывается рассказывать Перл о своих приоритетех в «Банде 110-й улицы ». Питер приглашает Гарри и Нико провести время у него дома, чтобы его друзья могли сблизиться, но из-за их противоречивых характеров это становится трудно. Пока Норман посещает благотворительный ужин с Таддеусом Россом, он узнаёт что кто-то взламывает Oscorp, и отправляет Питера на разведку. Питер узнаёт что виновником является мститель Сорвиголова, который считает что Норман скрывает что-то зловещее. Они дерутся и в итоге Сорвиголова вырубает Человека-паука. Когда Питер приходит в себя, Норман сообщает ему, что обнаружил что его бывший сообщник Октавиус стоит за технологиями для суперпреступников, и считает что он нанял Сорвиголову чтобы тот выкрал технологии. Вернувшись домой, Питер обнаруживает что Гарри рассказал Нико о том что он Человек-паук, после того как она заявила что он не скрывает от неё секретов, и уходит. Тем временем Лонни ускользает от заместителя Гаргана, Кармиллы Блэк, но она выслеживает его до убежища «Банды 110-й улицы», пока Октавиус надевает на Гаргана доспехи, похожие на панцирь скорпиона. |                                                   |                 |                              |                 |
| 7 | «Scorpion Rising» «Восход Скорпиона»              | Стью Ливингстон | Рэйвен Кон                   | 12 февраля 2025 |
| Нико начинает игнорировать Питера в школе, злясь на него за то, что он скрывал от неё свой секрет. Питер и Норман догадываются, что Октавиус использует гамма-излучение для своих технологий, и начинают отслеживать его по всему городу чтобы найти. Тем временем Гарри приглашает Нико на ужин, чтобы попытаться заставить её простить Питера. Они сближаются после того, как он учит её водить машину, и они устраивают гонку на улице с непослушным водителем. Хотя ей всё ещё трудно простить Питера, Гарри говорит ей, что Питер скорее всего держал это в секрете, чтобы защитить её. Она пересматривает своё отношение к нему, извиняется перед Гарри за то, как вела себя с ним раньше, называя его другом. Перл узнаёт от Андре о причастности Лонни к «Банде 110-й улицы», и находит его в их убежище. Лонни продолжает отталкивать её, когда на банду нападает Гарган, теперь уже называющий себя Скорпионом. Человек-паук спасает их обоих, а банда эвакуируется пока он сражается с Гарганом. Норман занятый поисками Октавиуса, оказывает минимальную помощь в бою, из-за чего Питера пронзает разъярённый Гарган, заряженный гамма-излучением. Прежде чем его убивают, Норман посылает планер чтобы спасти Питера.       |                                                   |                 |                              |                 |
| 8 | «Tangled Web» «Запутанная паутина»                | Лиза Сингер     | Чарли Нойнер                 | 12 февраля 2025 |
| Питер потрясён после схватки со Скорпионом, и не уверен что сможет победить его. Норман ставит ему ультиматум — либо он становиться Человеком-пауком, либо они расстаются. Он признаётся Мэй что его жизнь была очень напряжённой, а она сравнивает это со своими чувствами после смерти дяди Бена. Узнав от Нормана местонахождение Октавиуса, Росс при помощи Железного человека арестовывает его. На следующий день Питер приходит домой к Перл, чтобы помочь ей с заданием. Лонни приходит, чтобы сообщить ей, что «Банда 110-й улицы» охотится за Скорпионом, и Перл расстаётся с ним, после того как он отказывается покинуть банду. Благодаря наводке одного из сообщников Милы и Михаила, Дмитрия Смердякова, банда узнаёт о заброшенном убежище Октавиуса и планирует использовать его технику для борьбы со Скорпионом. Питер обсуждает свою дилемму с Норманом, который считает что Скорпион победил его потому что он сдерживается, и что с большой силой приходит большое уважение. После его ухода, Гарри рассказывает Питеру, что учёные «Оскорпа» разработали для него новый красно-синий костюм Человека-паука. |                                                   |                 |                              |                 |
| 9 | «Hero or Menace» «Герой или угроза»               | Лиза Стингер    | Джефф Трамелл                | 19 февраля 2025 |
| Норман навещает Октавиуса в тюрьме, чтобы позлорадствовать по поводу своего участия в его аресте, и сообщить что его технологии передаются в Oscorp. Питер останавливает «Банду 110-й улицы» пытающихся похитить технологии во время их передачи. Гарган прибывает вместе со «Скорпионами», и начинается драка, от которой Большой Донован убегает. Лонни ищет в технологиях Октавиуса что-нибудь что можно использовать. Он подвергается воздействию таинственного газа, который наделяет его сверхчеловеческой силой, и выносливостью. Лонни использует свои новые силы, чтобы помочь Питеру в борьбе с Гарганом. После того как Гарган хоронит Лонни под завалами, Питер следует совету Нормана и перестаёт сдерживаться. Он почти убивает Гаргана, но выживший Лонни останавливает его, убеждая не переходить черту и оставаться героем. Гаргана арестовывают. Увидев как Человек-паук спасает жизни, Нико прощает его. Норман блогодарит Питера за то, что он сумел остановить Гаргана. Затем он встречается с несколькими учёными Оскорпа, включая Уиттмана, которые работают над различными секретными проектами. Один из них – попытка воспроизвести Человека-паука введя пауку кровь Питера.                                    |                                                   |                 |                              |                 |
| 10 | «If This Be My Destiny…» «Если это моя судьба…»   | Стью Ливингстон | Чарли Нойнер и Джефф Трамелл | 19 февраля 2025 |
| Норман сообщает стажёрам, что всех проекты используются для создания космических врат, проекта «Монолит». Стрэндж прибывает, чтобы предостеречь их, но Норман приказывает активировать врата. Через низ проникает и нападает симбиотический инопланетянен. Стрэндж создают портал, который случайно переносит их в прошлое, в первый день учения Питера в школе Мидтауна. Один из пауков, которым учёные ввели кровь Питера сбегает через портал, и кусает юного Питера. Стрэндж и Питер из настоящего отправляют пришельца обратно в космос, и уничтожают врата. Часть симбиота остаётся, и попадает в руки Нормана. Гарри создаёт собственную компанию, Всемирную инженерную бригаду (W. E. B.), чтобы поддерживать молодых гениев, таких как стажёры Oscorp без эксплуатации. Среди приглашённых – Амадей, который отказывается от приглашения в пользу работы инженером в «Оскорп», Жанна которая является супергероиней Финес, и работала в «Оскорп» под прикрытием, по поручение своего друга Сорвиголовы, и Лонни который становится новым лидером «Банды 110-й улицы». Позже Мэй навещает заключённого отца Питера – Ричарда Паркера.                                                                                            |                                                   |                 |                              |                 |

## Производство

### Разработка
В июне 2021 года Marvel Studios Animation разрабатывала по меньшей мере ещё три анимационных проекта в дополнение к мультсериалу «Что, если…?» на Disney+. Все эти проекты находились на разных стадиях разработки и могли появиться на стриминг-сервисе не раньше 2023 года. Анимационный сериал «Человек-паук: Первый год» был официально анонсирован в ноябре 2021 года, главным сценаристом и исполнительным продюсером стал Джефф Траммел. Стю Ливингстон выступает в качестве режиссёра одного из эпизодов. Брэд Уиндербаум является одним из исполнительных продюсеров:22. Второй сезон, получивший название «Человек-паук: Второй год», был объявлен в июле 2022 года. Во время панели Marvel Studios Animation на Комик-коне в Сан-Диего «Первый год» и прочие обсуждавшиеся там проекты были заявлены как часть «Анимационной мультивселенной Marvel».

### Сценарий
Чарли Нойнер выступает одним из сценаристов проекта. В проекте будет раскрыта история происхождения Человека-паука из Кинематографической вселенной Marvel (КВМ), которая никогда подробно не изучалась в фильмах КВМ. В 2015 году президент Marvel Studios Кевин Файги заявил, что они решили не пересказывать становление Питера Паркера в фильме «Первый мститель: Противостояние» (2016), где персонаж дебютировал в КВМ, поскольку это было сделано в сериях фильмов Сэма Рэйми и Марка Уэбба, поэтому Marvel Studios «считала само собой разумеющимся, что зрители в курсе специфики истории». Траммел, поклонник персонажа, сказал, что в сериале будет исследована личность Паркера до того, как он стал Человеком-пауком, и то, как началась его карьера супергероя, а также «сердце, очарование и веселье Питера Паркера». Объявленные в тот момент подробности привели к предположению, что действие сериала будет происходить в альтернативной временной линии отдельно от основных событий КВМ, что вскоре было подтверждено Уиндербаумом, который объяснил, что они решили воспользоваться преимуществом концепции мультивселенной в КВМ: сюжет начинается аналогично «Противостоянию», но показывает в качестве наставника Паркера не Тони Старка, а Нормана Озборна, после чего Паркер сталкивается с другими неожиданными персонажами.

### Кастинг
Во время San Diego Comic-Con 2022 стало известно, что Чарли Кокс озвучит свою роль Мэтта Мёрдока / Сорвиголовы, а Пол Ф. Томпкинс озвучит нового персонажа по имени Бентли Виттман. Также в сериале появятся Норман Озборн, Гарри Озборн, Доктор Стивен Стрэндж, Нико Минору, Лонни Линкольн, Амадей Чо, Перл Панган, тётя Паркера Мэй, Жан Фуко, Доктор Осьминог, Хамелеон, Мак Гарган / Скорпион, Носорог, Тарантул, Бутан, Демон скорости, Кармилла Блэк, Единорог и Белый кролик.
В сентябре 2023 года Бюро авторского права США, куда подавали заявку на мультсериал, раскрыло, что Паркера озвучил Хадсон Темз, вернувшись к своей роли из «Что, если…?», Лонни Линкольна — Юджин Бёрд, Нико Минору — Грейс Сонг, Отто Октавиуса — Хью Дэнси, Мэй Паркер — Кэри Уолгрен, а Гарри Озборна — Зино Робинсон.

### Анимация
В мультсериале будет представлен стиль анимации, отдающий дань уважения ранним комиксам «The Amazing Spider-Man» от Стэна Ли и Стива Дитко. Анимацией занималась студия Polygon Pictures. Будут представлены такие костюмы Человека-паука, как его самодельный костюм, состоящий из «спортивных штанов, кроссовок, очков, синего свитшота, красной майки, наколенников, весьма громоздких веб-шутеров и красного логотипа на груди», костюм «жука», жёлтый костюм, тёмный костюм, красно-синий костюм «образца 60-х» и бело-синий костюм от Oscorp.

## Маркетинг
Мультсериал обсуждался во время анимационной панели Marvel Studios на San Diego Comic-Con International в 2022 году, где были показаны изображения персонажей. Трейлер вышел в конце декабря 2024 года. С того же месяца выходит одноимённый комикс-приквел к мультсериалу.

## Премьера
Первый сезон мультсериала «Ваш дружелюбный сосед Человек-паук» вышел 29 января 2025 года на стриминговом сервисе Disney+. Он стал частью Пятой фазы КВМ.

## Отзывы
Джошуа Йел из IGN дал первому сезону 8 баллов из 10 и написал, что «это действительно свежий взгляд на Человека-паука, в котором много сюрпризов: от забавных камео до шокирующих сюжетных поворотов». Арамид Тинубу из Variety отмечал, что в мультсериале есть всё то, за что фанаты любят истории про Человека-паука. Дэниел Файнберг из The Hollywood Reporter назвал мультсериал лёгким и приятным. Алек Боджалад из Den of Geek оценил проект в 3 звезды из 5 и подчёркивал, что мультсериал «не скупится на камео и пасхалки». Майк Томас из Collider отметил, что в проекте «используется стиль 3D-анимации, непохожий ни на один из тех, что мы видели в других мультсериалах Marvel».

## Комментарии
1. ↑  Ранее сериал имел наименование «Челове́к-пау́к: Пе́рвый год» (англ. Spider-Man: Freshman Year)